# Aspisis
Els aspisis (llatí: aspisii) foren un poble escita del Nord del Iaxartes i a l'oest de les muntanyes que portaven el seu nom. Polibi esmenta uns nòmades entre l'Oxus i el Tanais als quals dona el nom de aspasiakai, que són probablement el mateix poble.